# 黒白精味集
『黒白精味集』（こくびゃくせいみしゅう）は江戸時代の料理書。1764年刊行。
上中下の3巻からなる。
序文には本書が延享3年（1764年）の成立であり、「江戸川散人 狐松庵養五郎」なる者の編集である旨が記されている。江戸川散人狐松庵養五郎がいかなる人物であったかは不明であるが、序文に依れば本書は中年になってから料理に精進し、見聞したものを書き集めたものである。
本書の特徴としては味噌や醤油といった調味料の作り方から始まって、各種料理、菓子や後段（客をもてなす際に食後に出す食べ物）や切形、献立の立て方、最後に食品別の料理法を記載する総合的、網羅的な料理書であることが挙げられる。例えば、鹿、猪、狸、赤犬、蛇、蛙、ムカデ、イナゴなどさまざまな肉食が当時に行われていたことは『料理無言抄』（1792年成立）などからも判るのだが、本書ではそれぞれに適した調理法が記されていると共に、獣肉については臓腑は臭いので、肉をそぎ取り、冷水にさらし、水が濁らなくなるまで何度も冷水を交換し、冷酒かけておくといった下ごしらえについても詳しく記述されている。
内容は聞き書きが多く、その料理を伝えた料理人名が記されている、一つの料理についていくつかの方法を列記している、調理法の定義が行われているといった特徴も挙げられる。

## 構成
上、中、下の3巻からなる。
上巻
- 序文
- 一
  - 味噌の法
  - 塩
  - 醤油の法
  - 溜りの法

- 二
  - 酢の法
  - 酒の法
  - 香物の法

- 三
  - 納豆
  - 醤
  - 糠味噌
  - 漬物の法
  - 干し物
  - 貯物

- 四
  - 飯
  - 汁
  - 膾
  - 美躬

中巻
- 五
  - 煮物
  - 炙物
  - 膳付

- 六
  - 吸物
  - 肴
  - 鮓

- 七
  - 後段
  - 麺類
  - 菓子

下巻
- 八
  - 集
  - 切形の事

- 九
  - 四季料理献立 上中下 十二段
    - 序文
    - 春の賦
    - 夏の賦
    - 秋の賦
    - 冬の賦

- 十
  - 一色料理上
    - 上魚十六種
    - 中魚十八種
    - 下魚十九種

- 十一
  - 一色料理下
    - 海老・蟹
    - 介貝の類
    - 鳥の類
    - 塩物干物の類
    - 肉食の類
    - 江戸の名物その他

中巻「五 煮物」には「唐料理」として異国風料理も取りまとめられている。てんぷら、ひかど、ずるへい、ぱすていら、ぺんしん、ひりょうず、けんちんなど。異国風料理をまとめて記述する料理書には『南蛮料理書』、『新編異国料理』、白蘆華著の『料理集』などがあるが、これらは異国料理を中心とした料理書であり、『黒白精味集』は一般的な料理書の中に異国風料理の部がある点で特徴となっている。
下巻「十 一色料理上」では、魚を上中下に格付けすると共に、それぞれの魚に適した料理名を掲載し、取り合わせの材料も挙げている。現在でもよく食されている魚の分類は本書での格付け分類は以下のようになっており、現代における格付けとは異なっていることが見て取れる。
上魚
タイ、スズキ、コイ、フナ、サケ、マス、サワラ、アンコウ、カレイ、アマダイ、キス、サヨリ、アユ、シラウオ、タラなど。
中魚
タコ、イカ、ナマコ、ボラ、コチ、ヒラメ、カツオ、アジ、ウナギなど。
下魚
ブリ、ムツ、クロダイ、シマアジ、ハゼ、サバ、ニシン、マグロ、イワシ、フグなど。
下巻「十一 一色料理下」は鳥の類や肉食についての記述である。鴨肉が江戸時代には広く好まれていたことが知られるが、本書においては皮を剥き、内臓を全て取り除き、水にさらして、酒をかけて煮るといった臭みを取るための下ごしらえに手間をかけていたことがわかる記述がされている。肉食として挙げられているのは、鹿、猪、カモシカ、狸、狐、豚、ウサギ、狼、赤犬、鼡、蛇、蛙、柳の虫、臭木の虫、ムカデ、イナゴなどが挙げられ、それぞれに適した調理法が記されている。当時、こういった肉食が行われていたことは『料理無言抄』などからも確認が行えるが、本書では取り合わせの材料まで挙げて料理として記されていることが、特徴となっている。